# Eoophyla platyxantha
Eoophyla platyxantha là một loài bướm đêm trong họ Crambidae.